# Indywidualne Mistrzostwa Szwecji na Żużlu 1987
Indywidualne Mistrzostwa Szwecji na Żużlu 1987 – cykl turniejów żużlowych, mających wyłonić najlepszych żużlowców szwedzkich. Tytuł wywalczył Per Jonsson (Getingarna Sztokholm).

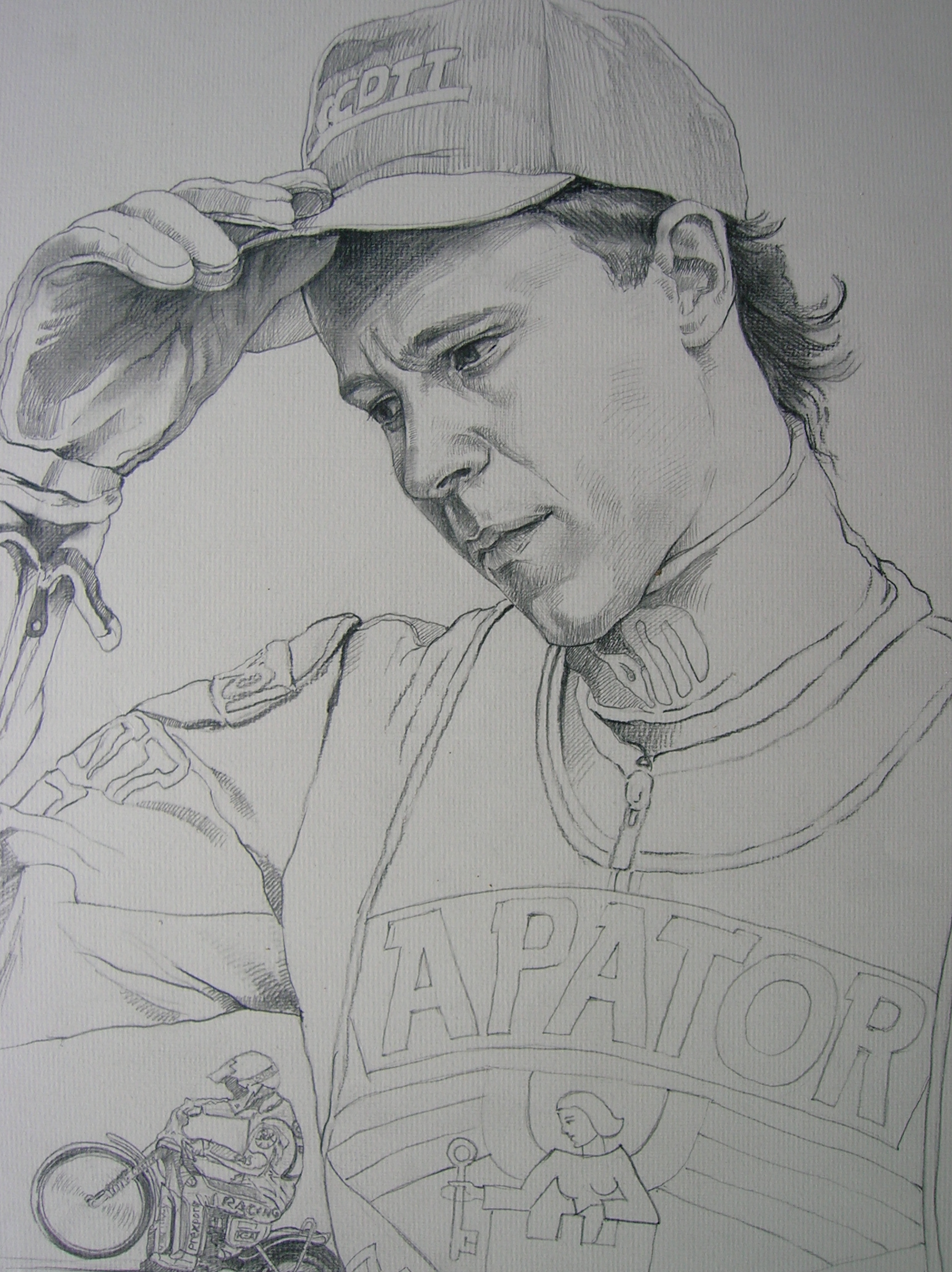
Per Jonsson - mistrz Szwecji 1987

## Finał
- Göteborg, 29 sierpnia 1987

| Msc. | Zawodnik          | Klub                 | Pkt  |  |  |
| ---- | ----------------- | -------------------- | ---- |  |  |
| 1    | Per Jonsson       | Getingarna Sztokholm | 14   |  |  |
| 2    | Jan Andersson     | Vetlanda             | 13   |  |  |
| 3    | Jimmy Nilsen      | Getingarna Sztokholm | 11+3 |  |  |
| 4    | Dennis Löfqvist   | Bysarna Visby        | 11+2 |  |  |
| 5    | Erik Stenlund     | Getingarna Sztokholm | 9    |  |  |
| 6    | Peter Karlsson    | Örnarna Mariestad    | 8    |  |  |
| 7    | Conny Ivarsson    | Vetlanda             | 8    |  |  |
| 8    | Peter Nahlin      | Smederna Eskilstuna  | 8    |  |  |
| 9    | Niklas Karlsson   | Örnarna Mariestad    | 8    |  |  |
| 10   | Christer Karlsson | Indianerna Kumla     | 8    |  |  |
| 11   | Mikael Ritterwall | Vetlanda             | 7    |  |  |
| 12   | Roland Dannö      | Indianerna Kumla     | 6    |  |  |
| 13   | Johan Staaf       | Piraterna Motala     | 4    |  |  |
| 14   | Conny Samuelsson  | Vetlanda             | 2    |  |  |
| 15   | Tommy Lindgren    | Indianerna Kumla     | 2    |  |  |
| 16   | Henrik Gustafsson | Indianerna Kumla     | 1    |  |  |